# Wiesbadener Kurier

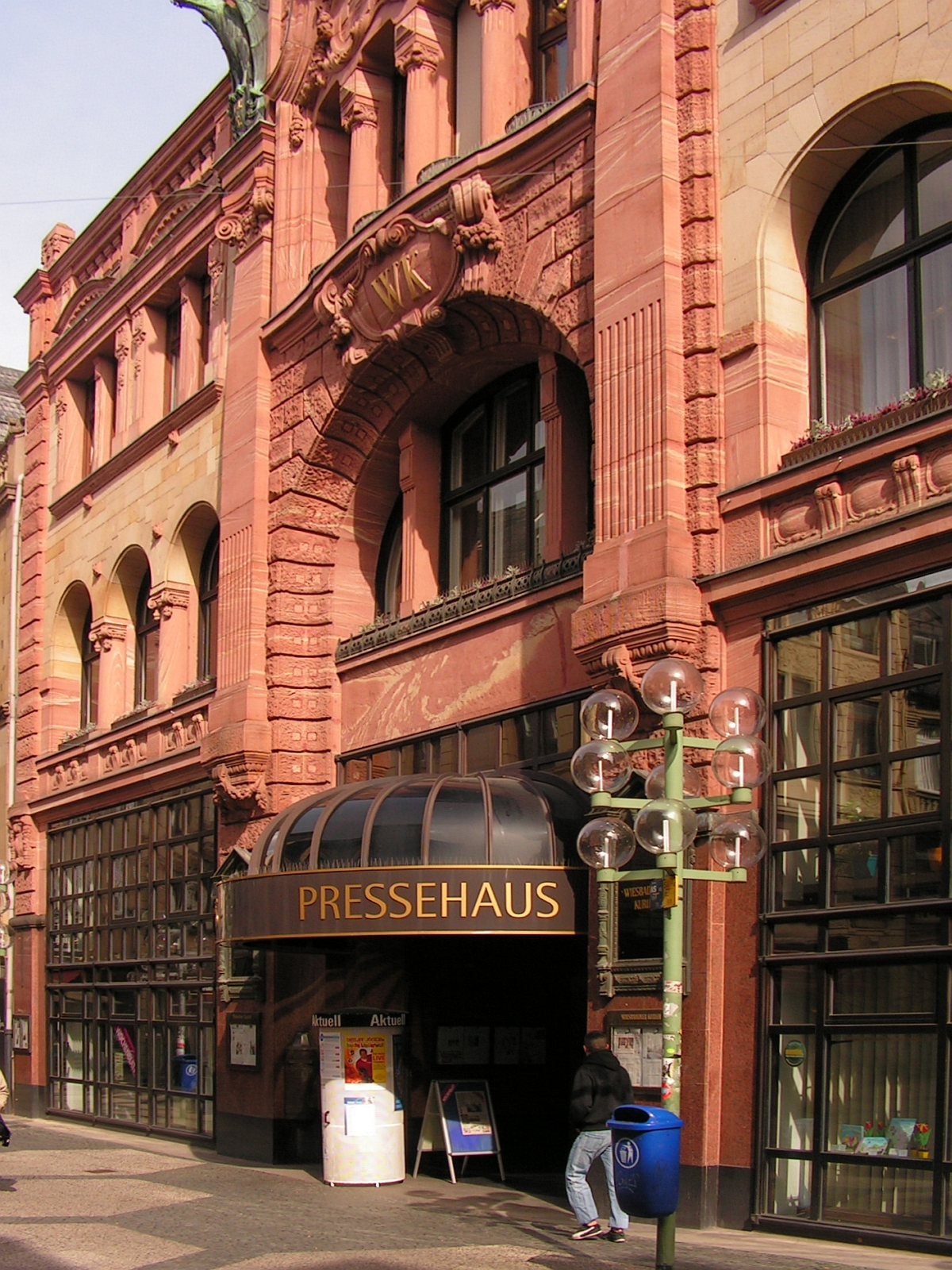
Fassade des Pressehauses Wiesbadener Kurier in der Wiesbadener Fußgängerzone

Der Wiesbadener Kurier ist eine deutschsprachige Tageszeitung, die in der hessischen Landeshauptstadt Wiesbaden erscheint. Er wird von der VRM GmbH & Co. KG herausgegeben. Die Auflage des Wiesbadener Kuriers wird nicht gesondert ausgewiesen und liegt bei circa 53.000 Exemplaren. Seit 2013 hatten der  Kurier und das Wiesbadener Tagblatt einen identischen Inhalt und erreichten gemeinsam eine verkaufte Auflage von 35.352 Exemplaren, ein Minus von 56,9 Prozent seit 1998. 2020 wurde das Tagblatt vollständig durch den Kurier übernommen.
Der Sitz befindet sich im Pressehaus in der Wiesbadener Fußgängerzone (Langgasse 21). Verantwortlich für den Inhalt ist Christian Matz.

## Geschichte
Nach dem Ende des Zweiten Weltkriegs bedurfte die Herausgabe von Zeitungen der Lizenz der (in diesem Fall amerikanischen) Besatzungsmacht. Die US-Militärbehörden misstrauten den Altverlegern und erteilten Lizenzen nur an politisch zuverlässige Personen, die nicht zuvor als Verleger tätig waren (sogenannte Lizenzpresse).
In Wiesbaden war bis 1943 das Wiesbadener Tagblatt erschienen. Dessen Verleger, Gustav Schellenberg, erhielt nicht nur keine Lizenz, seine Druckerei wurde auch beschlagnahmt und den Lizenznehmern des neuen Wiesbadener Kuriers zur Verfügung gestellt. Der Wiesbadener Kurier war nach der Frankfurter Rundschau, der Marburger Presse und den Hessischen Nachrichten die vierte Lizenzzeitung in Hessen.
Herausgeber (Lizenznehmer) wurden das ehemalige Zentrumsmitglied Georg Alfred Mayer und Fritz Otto Ulm, der der SPD nahestand. Ulm war als Chefredakteur für die Inhalte hauptverantwortlich. Die erste Ausgabe erschien am 2. Oktober 1945 mit einer Auflage von 90.000 Exemplaren. Anfangs erschien die Zeitung zweimal wöchentlich am Mittwoch und Samstag. Der Bezugspreis betrug anfänglich 1,55 Reichsmark im Monat.
Durch eine Anordnung der amerikanischen Militärregierung vom 24. Oktober 1945 wurde das Verbreitungsgebiet des Wiesbadener Kuriers und das der Frankfurter Rundschau gegeneinander abgegrenzt. Der Wiesbadener Kurier war für die Stadt Wiesbaden, den Rheingaukreis und Untertaunuskreis zuständig. Weiterhin erstreckte sich die Zuständigkeit auf Teile des Oberlahnkreises, des Landkreises Limburg, Landkreis Usingen und Main-Taunus-Kreis. Ab dem 19. März 1946 erschien die Zeitung an drei Tagen in der Woche. Aufgrund Papiermangels sank die Auflage zum 1. Juli 1946 auf 65.000 Exemplare. Am 1. September 1946 wurde das Erscheinen auf vier Tage (Dienstag, Mittwoch, Freitag und Samstag) ausgeweitet. Der Bezugspreis stieg auf 3,05 Reichsmark. Am 1. August 1946 wurde eine Deutschland-Ausgabe eingeführt. Diese wurde aber bereits am 31. Januar 1948 eingestellt. Vom 31. Juli 1948 kam der Kurier als Tageszeitung heraus. Vom 1. Oktober 1949 bis zum Jahre 1963 erschien das Höchster Kreisblatt als Kopfblatt des Wiesbadener Kuriers.
1952 wurde Robert Müller dritter Geschäftsführer der Zeitung. Nach dem Tod von Georg Mayer im August 1954 erwarben Müller und Ulm dessen Anteile. Am 1. Juli 1965 erwarb die Mainzer Verlagsanstalt (MVA) die Anteile an der Zeitung. Die MVA hatte bereits 1950 das Wiesbadener Tagblatt erworben. Von Oktober 1968 an war Kurt Milte Chefredakteur des Wiesbadener Kuriers.
2013 verlor der Wiesbadener Kurier nach Einschätzung es Deutschen Journalistenverbands (DJV) seinen Status als Vollredaktion, da der Verlag die Mantelproduktion für Kurier, Tagblatt und Allgemeine Zeitung teilweise in Mainz zusammenfasste. Wiesbaden sei damit bundesweit die erste Landeshauptstadt, in der es keine Zeitung mit eigener Vollredaktion mehr gibt. Die VRM widerspricht dieser Einschätzung, da im Pressehaus des Wiesbadener Kurier weiterhin etliche Mantelreporter der Ressorts Politik, Wirtschaft und Kultur arbeiten, darunter auch der VRM-Reporterchef Christian Matz.

## Wächterpreis 2021
Die Redaktion wurde 2021 für die Berichterstattung zum Skandal bei der Arbeiterwohlfahrt mit dem Ersten Preis des Wächterpreises der Tagespresse ausgezeichnet. Knapp ein Jahr Recherche hatte das Selbstbereicherungskartell der Arbeiterwohlfahrt aufgedeckt. Sie hätten in einer Artikelserie von September 2019 bis August 2020 ein ganzes System persönlicher Bereicherung beim Kreisverband Wiesbaden der Arbeiterwohlfahrt (Awo) aufgedeckt. Die Redaktion habe so die grundlegende Problematik großer Sozialkonzerne aufgezeigt, die für ihre Zwecke über enorme Summen aus Steuergeldern verfügten, der nötigen Kontrolle aber nicht unterlägen, so die Begründung zur Preisverleihung.